# Entomocorticium
Entomocorticium is een geslacht van schimmels behorend tot de familie Peniophoraceae. De typesoort is Entomocorticium dendroctoni.

## Soorten
Volgens Index Fungorum telt het geslacht 12 soorten (peildatum maart 2023):
| Soortnaam                        | Auteur(s)                             | Publicatiejaar |
| -------------------------------- | ------------------------------------- | -------------- |
| Entomocorticium belizense        | J.P.M. Araújo, You Li & J. Hulcr      | 2021           |
| Entomocorticium cobbii           | T.C. Harr., McNew & Batzer            | 2021           |
| Entomocorticium dendroctoni      | H.S. Whitney                          | 1987           |
| Entomocorticium fibulatum        | J.P.M. Araújo, You Li & J. Hulcr      | 2021           |
| Entomocorticium kirisitsii       | McNew, Batzer & T.C. Harr.            | 2021           |
| Entomocorticium macrovesiculatum | J.P.M. Araújo, You Li, Six & J. Hulcr | 2021           |
| Entomocorticium oberwinkleri     | Batzer, McNew & T.C. Harr.            | 2021           |
| Entomocorticium parmeteri        | T.C. Harr., McNew & Batzer            | 2021           |
| Entomocorticium perryae          | J.P.M. Araújo, You Li, Six & J. Hulcr | 2021           |
| Entomocorticium portiae          | T.C. Harr., McNew & Batzer            | 2021           |
| Entomocorticium sullivanii       | McNew, Batzer & T.C. Harr.            | 2021           |
| Entomocorticium whitneyi         | Batzer, McNew & T.C. Harr.            | 2021           |